# Наводнения в Европе (2021)
Наводнения в Европе — серия наводнений, начавшаяся 12 июля 2021 года после проливных дождей, вызванных циклоном Бернд (Bernd). Несколько речных бассейнов вышли из берегов. Основной ущерб нанесён Германии. Наводнение было названо крупнейшим за последние 100 лет. Погибли не менее 243 человек — 196 в Германии, 43 в Бельгии, 1 в Италии, 1 в Австрии, 2 в Румынии, десятки пропали без вести.

## Германия
Из-за проливных дождей с 12 июля на западе и юго-западе Германии вышли из берегов притоки Рейна, Ар и Мозель, а также несколько маленьких рек. Основной удар стихии пришёлся на земли Северный Рейн-Вестфалия и Рейнланд-Пфальц. Более 165 000 человек остались без электричества, были повреждены железнодорожные магистрали. Потоком воды были разрушены мосты и дома. Минобороны Германии объявило режим военной катастрофы на западе страны. При наводнении погибли не менее 184 человек, ещё около 70 числятся пропавшими без вести. Среди жертв — трое россиян. Не менее 47 человек погибли в федеральной земле Северный Рейн-Вестфалия, 136 — в Рейнланд-Пфальце (все — в районе Арвайлер), один — в баварском районе Берхтесгаден. Не менее 766 человек получили травмы. Наводнение стало самым разрушительным и смертоносным в Германии за последние десятилетия.
Были отмечены случаи мародёрства. В некоторых городах были зафиксированы перебои с подачей питьевой воды.
На западе страны вышли из строя гидроэлектростанции.
18 июля наводнение затронуло восток Германии. Было остановлено железнодорожное сообщение с Чехией.
Санно-бобслейная трасса около Кёнигсзе была повреждена в результате наводнения.
Ущерб от наводнения в Германии оценивается в 5,5 млрд евро. 

## Бельгия
В Бельгии в результате наводнения погибли 42 человека, один человек пропал без вести, более 60 госпитализированы. Стихия коснулась провинции Льеж, Намюр, Валлонский Брабант, Люксембург, Антверпен и Фламандский Брабант. Десятки тысяч людей вынуждены эвакуироваться. В пострадавших регионах перебои с электричеством. Наводнение было названо самым катастрофичным за всю историю страны. После наводнения в регионе Валлония начался мусорный кризис. 
24 июля на пострадавшие районы вновь обрушились мощные ливни, вызвавшие наводнения. Потоки воды смыли несколько автомобилей, была повреждена железная дорога. В провинции Намюр были эвакуированы жители.

## Люксембург
Несколько коммун эвакуированы в Люксембурге, особенно пострадали Холодецкая, Гомонская и Вульковская комунны..

## Нидерланды
16 июля началась эвакуация жителей в Лимбурге. В провинции наблюдаются проблемы с электроснабжением. Эвакуировано 15 000 человек.

## Италия
В результате непогоды на севере Италии погиб 1 человек, повреждена канатная дорога. Затяжные ливни с градом и грозами вызвали оползни. 18 июля сильные дожди привели к наводнениям в нескольких регионах. Сильнее всего пострадал остров Сицилия. Кроме того, в Южном Тироле на севере Италии метеорологи зафиксировали рекордное количество осадков за последние сутки. 27 июля шторм вновь обрушился на север Италии.

## Великобритания
12 июля гроза с ливнями обрушилась на Лондон. Были подтоплены улицы, закрыты несколько станций метро. Наводнение повторилось 25 июля.

## Франция
На восток Франции обрушилось наводнение, в департаменте Сона и Луара объявили «оранжевый» уровень погодной опасности. Подтопления наблюдаются в Лионе.

## Чехия
18 июля наводнение достигло Чехии. Были эвакуированы жители двух сёл в Либерецком крае на севере страны. Приостановлено железнодорожное сообщение с Германией.

## Австрия
17 июля наводнение затопило город Халлайн в земле Зальцбург и нанесло ущерб нескольким районам. Погиб один человек.

## Румыния
20 июля наводнение достигло Румынии. В Сату-Маре и Яссы погибли 2 человека. Затопления и непогода затронула Клуж-Напоку, пострадали 2 человека.

## Связь с изменением климата
Европейские лидеры и учёные заявили, что наводнение в Европе может быть вызвано изменениями климата. Несколько недель перед ливнями в Германии стояла сильная жара. Фридерике Отто из Института изменений окружающей среды Оксфордского университета говорила:
«Ливни, которые мы наблюдали в Европе за последние несколько дней, это экстремальные погодные условия. Их интенсивность усилилась вследствие изменений климата. И эта интенсивность будет продолжать усиливаться с дальнейшим потеплением».
ООН и учёные связывают также с изменениями климата аномальную жару в США и Канаде, России, лесные пожары в Сибири, аномальные морозы в Африке и Южной Америке. Ведущий специалист центра погоды «Фобос» Михаил Леус заявил, что наводнения в Крыму и Краснодарском крае связаны с одним и тем же циклоном, что и в Европе.
Серьёзные наводнения, произошедшие в одно время с наводнением в Западной и Центральной Европе, произошли в Турции, Индии, Китае и других странах, непогода накрыла Украину и Белоруссию. Стихийные бедствия привели к разрушениям и гибели людей.

## Реакция
Власти земли Рейнланд-Пфальц выделили 50 миллионов евро для устранения ущерба, нанесённого непогодой.
Власти ФРГ планируют выделить 400 миллионов евро на устранение ущерба в пострадавших от наводнения.
Лидеры стран выразили соболезнования Германии в связи с многочисленными жертвами наводнения.
Папа Римский выразил «духовную близость всем пострадавшим от наводнения, а также аварийно-спасательным службам, принимающим участие в ликвидации последствий разгула стихии».
Европейский союз заявил о готовности помочь пострадавшим районам.
20 июля в Бельгии объявлено днём траура.
В бундестаге назвали халатность властей причиной наводнения и многочисленных жертв в Германии. Канцлер Германии Ангела Меркель в воскресенье посетила место трагедии. Она призвала к более решительной борьбе с изменением климата после сильнейших наводнений.
На восстановление Германии потребуется не менее 5,5 млрд евро.
28 июля более 14 000 ученых из 150 стран призвали к немедленным изменениям политики в связи со стихийными бедствиями по всему миру. Они считают, что необходимая срочная борьба с климатическим кризисом. 